# Charles Regnier
Charles Regnier,  talvolta accreditato come Charly Regnier (Friburgo in Brisgovia, 22 luglio 1914 – Bad Wiessee, 13 settembre 2001), è stato un attore, sceneggiatore e regista tedesco.

## Filmografia

### Attore

#### Cinema
- Das Geheimnis der roten Katze, regia di Helmut Weiss (1949)
- Der Ruf, regia di Josef von Báky (1949)
- Königskinder, regia di Helmut Käutner (1950)
- Die Tat des Anderen, regia di Helmut Weiss (1951)
- I dannati (Decision Before Dawn), regia di Anatole Litvak (1951)
- Gefangene Seele, regia di Hans Wolff (1952)
- Ich heiße Niki, regia di Rudolf Jugert (1952)
- Der große Zapfenstreich, regia di George Hurdalek (1952)
- Tragica confessione (Der Kaplan von San Lorenzo), regia di Gustav Ucicky (1953)
- Straßenserenade, regia di Werner Jacobs (1953)
- Ein Leben für Do, regia di Gustav Ucicky (1954)
- Cabaret (Dieses Lied bleibt bei Dir), regia di Willi Forst (1954)
- Sanerbruch: questa era la mia vita (Sauerbruch - Das war mein Leben), regia di Rolf Hansen (1954)
- Konsul Strotthoff, regia di Erich Engel (1954)
- Clivia, regia di Karl Anton (1954)
- Gestapo in agguato (Rittmeister Wronski), regia di Ulrich Erfurth (1954)
- Die Hexe, regia di Gustav Ucicky (1954)
- Das Phantom des großen Zeltes, regia di Paul May (1954)
- Canaris, regia di Alfred Weidenmann (1954)
- San Salvatore, regia di Werner Jacobs (1955)
- Die Stadt ist voller Geheimnisse, regia di Fritz Kortner (1955)
- Gestatten, mein Name ist Cox, regia di Georg Jacoby (1955)
- Ein Mann vergißt die Liebe, regia di Volker von Collande (1955)
- Oasi (Oasis), regia di Yves Allégret (1955)
- Zauberer Maro (Der Zauberer Maro) episodio di Allegri prigionieri (Heldentum nach Ladenschluß), regia di Wolfgang Becker (1955)
- Der Himmel ist nie ausverkauft, regia di Alfred Weidenmann (1955)
- Fuoco magico (Magic Fire), regia di William Dieterle (1955)
- Die Frau des Botschafters, regia di Hans Deppe (1955)
- Die Toteninsel, regia di Viktor Tourjansky (1955)
- I banditi dell'autostrada (Banditen der Autobahn), regia di Géza von Cziffra (1955)
- Unternehmen Schlafsack, regia di Arthur Maria Rabenalt (1955)
- Das Forsthaus in Tirol, regia di Hermann Kugelstadt (1955)
- Due occhi azzurri (Zwei blaue Augen), regia di Gustav Ucicky (1955)
- Alibi, regia di Alfred Weidenmann (1955)
- Beichtgeheimnis, regia di Viktor Tourjansky (1956)
- Heute heiratet mein Mann, regia di Kurt Hoffmann (1956)
- Kitty (Kitty und die große Welt), regia di Alfred Weidenmann (1956)
- Anastasia l'ultima figlia dello zar (Anastasia - Die letzte Zarentochter), regia di Falk Harnack (1956)
- Ein Herz kehrt heim, regia di Eugen York (1956)
- Vacanze a Portofino (Unter Palmen am blauen Meer), regia di Hans Deppe (1957)
- La regina Luisa (Königin Luise), regia di Wolfgang Liebeneiner (1957)
- Stanza blindata 713 (Banktresor 713), regia di Werner Klingler (1957)
- El Hakim, regia di Rolf Thiele (1957)
- Der Page vom Palast-Hotel, regia di Thomas Engel (1958)
- Tempo di vivere (A Time to Love and a Time to Die), regia di Douglas Sirk (1958)
- Gonne strette... tacchi a spillo (Grabenplatz 17), regia di Erich Engels (1958)
- Taiga inferno bianco (Taiga), regia di Wolfgang Liebeneiner (1958)
- Sag ja, Mutti, regia di Alfred Lehner (1958)
- Solange das Herz schlägt, regia di Alfred Weidenmann (1958)
- Il viaggio (The Journey), regia di Anatole Litvak (1959)
- Kriegsgericht, regia di Kurt Meisel (1959)
- Il resto è silenzio (Der Rest ist Schweigen), regia di Helmut Käutner (1959)
- Sissi, la favorita dello zar(Die schöne Lügnerin), regia di Axel von Ambesser (1959)
- Il mistero dei tre continenti (Die Herrin der Welt), regia di William Dieterle (1960)
- Der Herr mit der schwarzen Melone, regia di Karl Suter (1960)
- Schiave bianche (Le bal des espions), regia di Michel Clément e Umberto Scarpelli (1960)
- Le vie segrete (The Secret Ways), regia di Phil Karlson (1961)
- L'affare Nina B. (L'affaire Nina B.), regia di Robert Siodmak (1961)
- Lo strano mondo del signor Mississippi (Die Ehe des Herrn Mississippi), regia di Kurt Hoffmann (1961)
- Bankraub in der Rue Latour, regia di Curd Jürgens (1961)
- Ich kann nicht länger schweigen, regia di Hans-Joachim Wiedermann (1962)
- Wenn beide schuldig werden, regia di Hermann Leitner (1962)
- Il falso traditore (The Counterfeit Traitor), regia di George Seaton (1962)
- Chikita, regia di Karl Suter (1962)
- Giulia tu sei meravigliosa (Julia, Du bist zauberhaft), regia di Alfred Weidenmann (1962)
- Lulù l'amore primitivo (Lulu), regia di Rolf Thiele (1962)
- Il testamento del dottor Mabuse (Das Testament des Dr. Mabuse), regia di Fritz Lang (1962)
- La vendetta dell'uomo invisibile (Der Unsichtbare), regia di Raphael Nussbaum (1963)
- La maledizione del serpente giallo (Der Fluch der gelben Schlange), regia di Franz Josef Gottlieb (1963)
- Liebe will gelernt sein, regia di Kurt Hoffmann (1963)
- L'ultimo treno da Vienna (Miracle of the White Stallions), regia di Arthur Hiller (1963)
- Edgar Wallace e l'abate nero (Der schwarze Abt), regia di Franz Josef Gottlieb (1963)
- Orizzontale di lusso (Moral 63), regia di Rolf Thiele (1963)
- Buccia di banana (Peau de banane), regia di Marcel Ophüls (1963)
- In famiglia si spara (Les tontons flingueurs), regia di Georges Lautner (1963)
- Nude per amare(Das große Liebesspiel), regia di Alfred Weidenmann (1963)
- Alibi per un assassino (Ein Alibi zerbricht), regia di Alfred Vohrer (1963)
- Der Prozeß Carl von O., regia di John Olden (1964)
- Verdammt zur Sünde, regia di Alfred Weidenmann (1964)
- Angelica (Angélique, Marquise des Anges), regia di Bernard Borderie (1964)
- DM-Killer, regia di Rolf Thiele (1965)
- Operazione terzo uomo (Schüsse im Dreivierteltakt), regia di Alfred Weidenmann (1965)
- La meravigliosa Angelica (Angélique et le roy), regia di Bernard Borderie (1965)
- Jaguar professione spia, regia di Maurice Labro (1965)
- Sherlock Holmes: notti di terrore (A Study in Terror), regia di James Hill (1965)
- El marqués, regia di Niels West-Larsen (1965)
- Der Würger vom Tower, regia di Hans Mehringer (1966)
- Eva la verità sull'amore (Der Arzt stellt fest...), regia di Aleksander Ford (1966)
- Sciarada per quattro spie (Avec la peau des autres), regia di Jacques Deray (1966)
- I dolci peccati di Venere (Grieche sucht Griechin), regia di Rolf Thiele (1966)
- Dieci cubetti di ghiaccio (Run Like a Thief), regia di Bernard Glasser (1968)
- Siamo tutti matti? (Die Ente klingelt um halb acht), regia di Rolf Thiele (1968)
- Ohrfeigen, regia di Rolf Thiele (1970)
- Unter den Dächern von St. Pauli, regia di Alfred Weidenmann (1970)
- Der Stoff, aus dem die Träume sind, regia di Alfred Vohrer (1972)
- Il lupo della steppa (Steppenwolf), regia di Fred Haines (1974)
- L'uovo del serpente (The Serpent's Egg), regia di Ingmar Bergman (1977)
- Fabian, regia di Wolf Gremm (1980)
- Der Schnüffler, regia di Ottokar Runze (1983)
- Die wilden Fünfziger, regia di Peter Zadek (1983)
- Ein Mann wie EVA, regia di Radu Gabrea (1984)
- Rosa L. (Die Geduld der Rosa Luxemburg), regia di Margarethe von Trotta (1986)
- Ritorno a Berlino (Der Passagier - Welcome to Germany), regia di Thomas Brasch (1988)
- Jenseits von Blau, regia di Christoph Eichhorn (1989)
- Cascadeur, regia di Hardy Martins (1998)
- Hanna Flanders (Die Unberührbare), regia di Oskar Roehler (2000)

#### Televisione
- Die Kraft und die Herrlichkeit, regia di Rainer Wolffhardt - film TV (1957)
- Der geheimnisvolle Dr. Mander, regia di Paul Verhoeven - film TV (1957)
- Bei Anruf - Mord, regia di Rainer Wolffhardt - film TV (1959)
- Johanna aus Lothringen, regia di Michael Kehlmann - film TV (1959)
- Emilia Galotti, regia di Ernst Ginsberg - film TV (1960)
- Der Marquis von Keith, regia di Axel Corti - film TV (1962)
- In der Sache J. Robert Oppenheimer, regia di Gerhard Klingenberg - film TV (1964)
- Dr. Murkes gesammelte Nachrufe, regia di Rolf Hädrich - film TV (1965)
- Das Leben des Horace A.W. Tabor - Ein Stück aus den Tagen der letzten Könige, regia di Werner Düggelin - film TV (1965)
- Berta Garlan, regia di Ludwig Cremer - film TV (1966)
- Caligula, regia di Ludwig Cremer - film TV (1966)
- Die gelehrten Frauen, regia di Gerhard Klingenberg - film TV (1966)
- Josephine, regia di Korbinian Köberle - film TV (1967)
- Die fixe Idee, regia di Charles Regnier - film TV (1967)
- Liebesgeschichten - serie TV, episodio Nach all den Jahren (1967)
- Die Verfolgung und Ermordung Jean Paul Marats, regia di Peter Schulze-Rohr - film TV (1967)
- Babeck - miniserie TV (1968)
- Die 13 Monate, regia di Dietrich Haugk - film TV (1970)
- Mein Freund Harvey, regia di Kurt Wilhelm - film TV (1970)
- Hier bin ich, mein Vater, regia di Ludwig Cremer - film TV (1970)
- Preußen über alles... - Bismarcks deutsche Einigung, regia di Rudolf Jugert - miniserie TV (1971)
- Die Münchner Räterepublik, regia di Helmut Ashley - film TV (1971)
- Die Nacht von Lissabon, regia di Zbyněk Brynych - film TV (1971)
- Olympia - Olympia, regia di Kurt Wilhelm - film TV (1971)
- Oliver, regia di Ludwig Cremer - film TV (1971)
- Kein Geldschrank geht von selber auf. Die Eddie Chapman Story, regia di Wolfgang Becker - film TV (1971)
- Der Zeuge, regia di Reinhard Mieke - film TV (1971)
- Das Messer - miniserie TV (1971)
- Tod auf der Themse, regia di Oswald Döpke - film TV (1973)
- Der Kommissar - serie TV, episodi 3x01-4x07-5x03 (1971-1973)
- Der Teufelsschüler, regia di Ludwig Cremer - film TV (1973)
- Vier Fenster zum Garten, regia di Harald Leipnitz e Heribert Wenk - film TV (1973)
- Comenius, regia di Stanislav Barabas - film TV (1975)
- Mordkommission - serie TV, 26 episodi (1973-1975)
- Der Katzensteg, regia di Peter Meincke - film TV (1975)
- Das Biest, regia di Wolfgang Spier - film TV (1977)
- Die Ängste des Dr. Schenk, regia di Herbert Vesely - film TV (1978)
- Teegebäck und Platzpatronen, regia di Wolfgang Spier - film TV (1980)
- Il commissario Köster (Der Alte) - serie TV, episodi 4x06-9x02 (1980-1985)
- Kir Royal - serie TV, episodio 1x04 (1986)
- Liebesgeschichten - serie TV (1990)
- Stein und Bein, regia di Wolf Dietrich - film TV (1991)
- Wie Pech und Schwefel - serie TV (1993)
- Liebe ist Privatsache - serie TV (1993)
- Unsere Hagenbecks - serie TV, 37 episodi (1991-1997)
- Glück auf Kredit, regia di Marcus Scholz - film TV (1995)
- Angeschlagen, regia di Matti Geschonneck - film TV (1997)

### Sceneggiatore
- Florence und der Zahnarzt, regia di Ruediger Graf - film TV (1962)
- Wetter veränderlich, regia di Charles Regnier - film TV (1962)
- Der Apoll von Bellac, regia di Ulrich Erfurth - film TV (1964)
- Sein letztes Testament, regia di Werner Schlechte e Fritz Remond - film TV (1965)
- Ein Tag in Paris, regia di Georg Wildhagen - film TV (1966)
- Herzliches Beileid, regia di Franz Peter Wirth - film TV (1966)
- Die fixe Idee, regia di Charles Regnier - film TV (1967)
- Der Gefoppte, regia di Herbert Wochinz - film TV (1969)
- Herzliches Beileid, regia di Hermann Kutscher - film TV (1970)
- Was weiß man denn..., regia di Hermann Kutscher - film TV (1971)
- Das letzte Testament, regia di Joachim Hess - film TV (1974)
- Es muß ja nicht der erste sein, regia di Wolfgang Spier - film TV (1982)
- Lea, regia di Wolfgang Spier - film TV (1983)
- Frühling im September, regia di Wolfgang Spier - film TV (1987)

### Regista
- Wetter veränderlich - film TV (1962)
- Die fixe Idee - film TV (1967)
- Der Kommissar - serie TV, episodio Rudek (1973)